# جون بول ستيفنز
جون بول ستيفنز (بالإنجليزية: John Paul Stevens)‏ (20 أبريل 1920-16 يوليو 2019) محامٍ ورجل قانون أمريكي شغل منصب معاون القاضي في المحكمة العليا للولايات المتحدة منذ عام 1975 حتى تقاعده الطوعي في عام 2010. في وقت تقاعده، كان ثاني أكبر قاضي في تاريخ المحكمة والثالث من حيث طول الخدمة القضائية. عند وفاته، كان قاضي المحكمة العليا الأطول عمرًا على الإطلاق. بسبب عمله لفترة طويلة في الكتابة أمام المحكمة شهد أغلب قضايا القانون الأميركي، بما في ذلك الحريات المدنية، وعقوبة الإعدام، والإجراءات الحكومية، والملكية الفكرية. في القضايا المتعلقة برؤساء الولايات المتحدة، كتب للمحكمة أنه يجب محاسبتهم بموجب القانون الأمريكي. عندما عُين ستيفنز عضوًا مسجلًا في الحزب الجمهوري، وهو الذي كان محافظًا طيلة حياته، اعتبر أنه كان في الجانب الليبرالي من المحكمة وقت تقاعده.
وُلد ستيفنز في شيكاغو، وخدم في البحرية الأمريكية خلال الحرب العالمية الثانية وتخرج من كلية الحقوق بجامعة نورث وسترن. بعد أن عمل كاتبًا لدى القاضي وايلي بلونت روتلدج، شارك في تأسيس شركة محاماة في شيكاغو، ركزت على قانون مكافحة الاحتكار. في عام 1970 عين الرئيس ريتشارد نيكسون ستيفنز في محكمة الاستئناف للدائرة السابعة. بعد خمس سنوات، نجح الرئيس جيرالد فورد في ترشيح ستيفنز للمحكمة العليا لشغل المنصب الشاغر الناجم عن تقاعد القاضي ويليام أو. دوغلاس. أصبح كبير معاوني القضاة بعد تقاعد هاري بلاكمون في عام 1994. تقاعد ستيفنز أثناء إدارة الرئيس باراك أوباما وخلفته إيلينا كاغان.
من بين أغلب آراء ستيفنز في القضايا التاريخية: شيفرون ضد مجلس الدفاع عن الموارد الطبيعية، وأبريندي ضد نيو جيرسي، وحمدان ضد رامسفيلد، وكيلو ضد مدينة نيو لندن، وماساتشوستس ضد وكالة حماية البيئة. عُرِف ستيفنز أيضًا بمعارضته لقضايا تكساس ضد جونسون، وبوش ضد جور، ومقاطعة كولومبيا ضد هيلر، ومنظمة المواطنون المتحدون ضد لجنة الانتخابات الفيدرالية.

## الحياة والسيرة المهنية

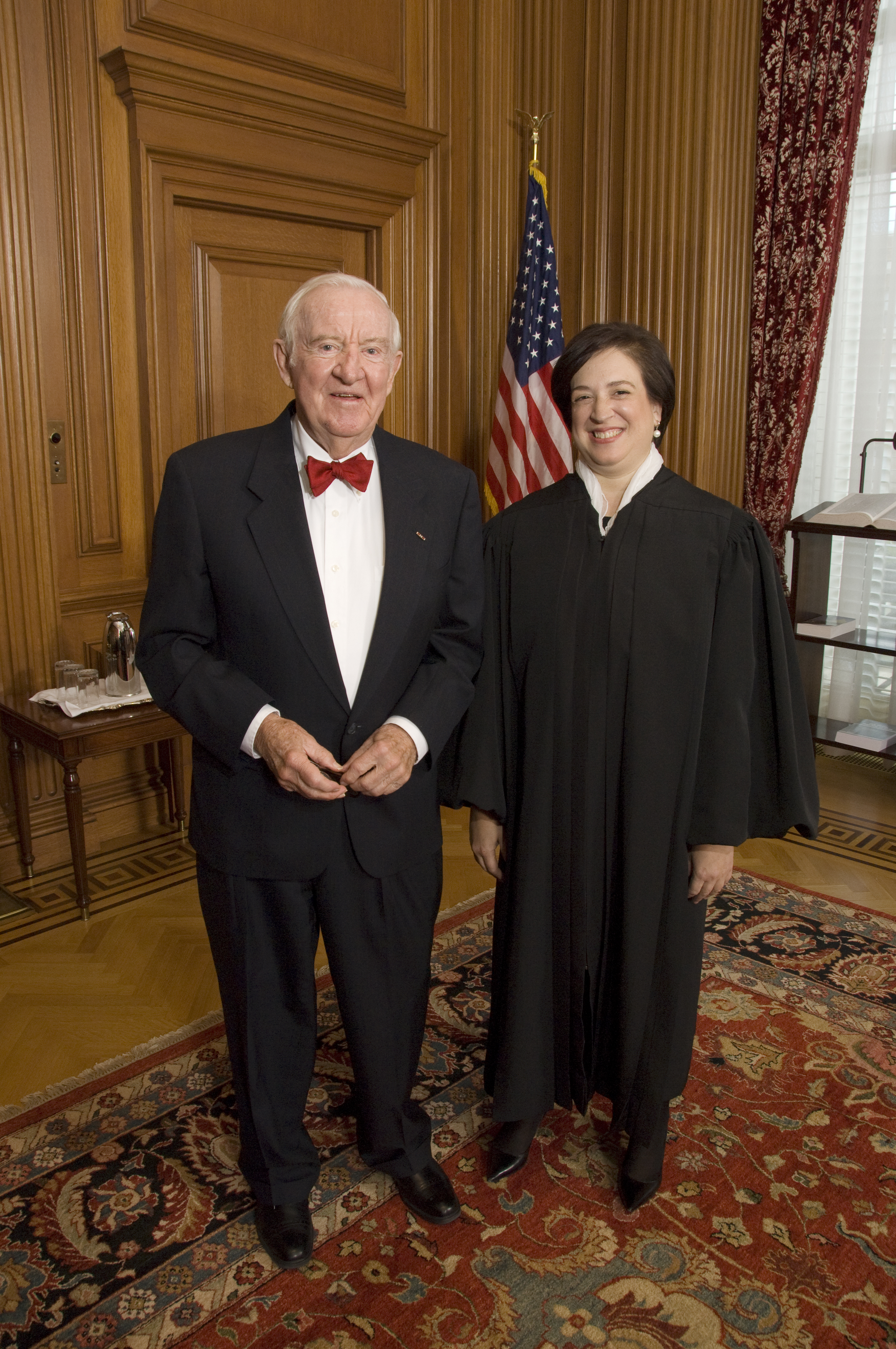
القاضي المتقاعد جون بول ستيفنز والقاضية إيلينا كاجان في غرفة مؤتمرات القضاة قبل حفل تنصيب القاضية كاجان - 2010.

### عمله القانوني، 1947-1970
ألهم أداء ستيفنز الأكاديمي الممتاز في كلية الحقوق العديد من أعضاء هيئة التدريس البارزين في جامعة نورث وسترن للتوصية به للعمل في المحكمة العليا. شغل منصب كاتب قانوني للقاضي وايلي روتلدج خلال الفترة 1947-1948.
بعد وظيفته المكتبية، عاد ستيفنز إلى شيكاغو وانضم إلى شركة المحاماة بوبنهوسن، جونستون، طومسون آند ريموند (والتي أصبحت في ستينيات القرن العشرين جينر آند بلوك). قُبل ستيفنز في نقابة المحامين عام 1949. قرر أنه لن يبقى طويلًا في شركة بوبنهوسن بعد أن خُصم أجره عن اليوم الذي سافر فيه إلى سبرينغفيلد لأداء يمين القبول. خلال الفترة التي قضاها في الشركة، بدأ ستيفنز ممارسته في قانون مكافحة الاحتكار.
في عام 1951 عاد إلى واشنطن العاصمة ليعمل معاون مستشار في اللجنة الفرعية لدراسة القوة الاحتكارية التابعة للجنة القضائية في مجلس النواب الأمريكي. خلال هذا الوقت، عملت اللجنة الفرعية على العديد من مخاوف التحقيق والتي حظيت بدعاية كبيرة في العديد من الصناعات، وأبرزها دوري البيسبول.
في عام 1952 عاد ستيفنز إلى شيكاغو، وشكّل مع اثنين من المحامين الشباب الذين عمل معهم في بوبنهوسن، جونستون، طومسون آند ريموند، شركته الخاصة للمحاماة: روتشيلد، ستيفنز، باري آند مايرز. سرعان ما تطورت إلى مهنة ناجحة، مع استمرار تركيز ستيفنز على قضايا مكافحة الاحتكار. دُعي لتدريس مقرر «المنافسة والاحتكار» في كلية الحقوق بجامعة شيكاغو بسبب خبرته المتزايدة في قانون مكافحة الاحتكار، ومنذ عام 1953 وحتى عام 1955، كان عضوًا في اللجنة الوطنية للنيابة العامة لدراسة قوانين مكافحة الاحتكار. في الوقت نفسه، صنع ستيفنز لنفسه اسمًا كمرافع من الدرجة الأولى لمكافحة الاحتكار وشارك في عدد من المحاكمات. اعتبره زملاؤه محاميًا قادرًا بشكل غير عادي، ومثيرًا للإعجاب يتمتع بذاكرة رائعة وقدرة تحليلية، وألّف عددًا من الأعمال المؤثرة في قانون مكافحة الاحتكار.

## التعليم
تعلم في جامعة شيكاغو (–1941).

## جوائز
حصل على جوائز منها وسام الحرية الرئاسي.

## روابط خارجية
- جون بول ستيفنز على موقع IMDb (الإنجليزية)
- جون بول ستيفنز على موقع الموسوعة البريطانية (الإنجليزية)
- جون بول ستيفنز على موقع مونزينجر (الألمانية)
- جون بول ستيفنز على موقع إن إن دي بي (الإنجليزية)